# ドラゴン電光石火'98
『ドラゴン電光石火'98』（原題：亞洲警察之高壓線、英題：Asian Cops High Voltage）とは1994年の香港映画である。
妻を殺された刑事の復讐劇。主にガンアクションである。全てマニラでロケーション撮影され、本物の火器を使用した。
キャッチコピーは「セガールもヴァン・ダムも敵じゃない！！」。

## 登場人物
チャン/ドニー・イェン
香港から来た刑事。妻の事件が心の傷となっており情緒が不安定で医師にも休暇を勧められた。任務において無茶な行動ばかりするため部署を転々とし、フィリピンでも問題行動により署長に目の敵にされる。敵地に乗り込んだ際にディックにはめられてカドゥーサ殺害の罪を着せられる。日頃の行いがたたって警察に信用されなかった。
ディック/ロイ・チョン
チャンの妻を復讐として殺害したため彼に追われる。過去にカドゥーサに拾われたが、今は意見の対立からボスの座を狙っている。かつて自分が孤児であったため貧しい人々に施しをしたり、悪漢から守ったりする一面もある。
エドゥ/エドゥ・マンザーノ
警部。チャンの行動に手を焼きいらだつが次第に打ち解けていく。昔ビリーの父に世話になり、今でも尊敬している。
ビリー
お調子者の刑事。エドゥの相棒で弟分。父を何者かに殺されたが自殺として処理された。
ジェニー
クンの愛人。クンから証拠写真を預り、冷凍庫に氷漬けにして隠していた。
カドゥーサ
犯罪組織のボス。
クン
証人。カドゥーサの犯行現場の写真を撮り、ゆすったことから命を狙われ、何かとひどい目に遭ってしまう。
ディックの側近
クンを口封じのため狙撃したり、バスケットボール爆弾を使ってビリーを木っ端微塵に爆破したりしてしまう。

## 日本語吹替
| 役名       | 俳優               | 日本語吹替                                                                                   |
| 役名       | 俳優               | VHS版                                                                                        |
| ---------- | ------------------ | -------------------------------------------------------------------------------------------- |
| チャン     | ドニー・イェン     | 大塚芳忠                                                                                     |
| ディック   | ロイ・チョン       | 小野健一                                                                                     |
| エドゥ     | エドゥ・マンザーノ | 大滝進矢                                                                                     |
| ジェニー   | リリー・リー       | 篠原恵美                                                                                     |
| ビリー     | フランキー・チン   | 鳥海勝美                                                                                     |
| カドゥーサ |                    | 秋元羊介                                                                                     |
| その他     |                    | 山田美穂 小山武宏 小形満 荒川太朗 落合るみ 成田剣 高宮俊介 坂東尚樹 岩松廉 山川亜弥 彩木香里 |
|            |                    |                                                                                              |
| 演出       |                    | 春日一伸                                                                                     |
| 翻訳       |                    | 久保喜昭                                                                                     |
| 制作       |                    | ニュージャパンフィルム                                                                       |

## スタッフ
- 監督：アンドリュー・キャンベル
- アクション監督：ドニー・イェン
- 製作総指揮：ルイ・シドニー
- 撮影：パット・ライク・ジム
- 音楽：マルコ・ワグナー、アンソニー・レオ

## DVD
- 時間：90分
- 発売元：イマジカ
- 販売元：パイオニアLDC
- 品番：IMBC-0091
- JANコード：4510242161668